# جاكوب لافي
جاكوب لافي (بالعبرية: יעקב לוי‏) هو مؤرخ ومترجم وكاتب إسرائيلي، ولد في 14 مايو 1894، وتوفي في 8 سبتمبر 1956.